# گرانای
گرانای یک منطقه مسکونی در افغانستان است که در ولسوالی بالابلوک ولایت فراه واقع شده است. این ناحیه در سال ۲۰۰۹ میلادی محل حمله هوایی جنجالی ایالات متحده آمریکا بود که منجر به کشته شدن ده‌ها غیرنظامی شد.